# Atari Portfolio
El Atari Portfolio, diseñado por DIP Research Ltd. en Reino Unido y lanzado por Atari en 1989, es el primer ordenador tipo PDA compatible con IBM PC. También fue la primera PC de mano (PDA) tipo concha del mundo.
Se trató de un IBM PC XT con compatibilidad con MS-DOS, construido usando un procesador Intel 80C88 a 4,9152 MHz, y del tamaño aproximado de una cinta de VHS (estando cerrado).
La versión estándar tuvo 128KB de memoria RAM, y 256KB de memoria ROM con software de aplicaciones instaladas de fábrica, que no utilizaban la memoria RAM. Sus principales características y aplicaciones eran:
- Sistema operativo DIP DOS 2.11 (compatible con MS-DOS & PC BIOS).[9]
- Procesador de textos
- Agenda
- Hoja de cálculos
- Calendario

Usó un puerto para tarjetas de expansión, incompatible con PCMCIA. Esa expansión estuvo ubicada en el lado derecho del ordenador. Existieron módulos de expansión para puerto paralelo, serie e incluso MIDI.
Además, tuvo una ranura para insertar tarjetas de memoria BeeCard de 64, 128 y 256 kilobytes a modo de disquetes.
El Atari Portfolio tuvo una pantalla de cristal líquido sin retroiluminación y un altavoz capaz de emitir tonos de teléfono que usado conjuntamente con la agenda permitió marcar números telefónicos automáticamente (marcación por tonos).
Atari no desarrolló el Portfolio sino que lo licenció de la empresa DiP Research Ltd.
El Portfolio aparece en la película Terminator 2: El juicio final, donde fue usado por el protagonista, el joven John Connor, para abrir una puerta con sistema de seguridad a base de tarjeta electrónica y para robar un cajero automático.